# 파울 에를리히
파울 에를리히(Paul Ehrlich, 1854년~1915년)는 독일의 미생물학자·면역학자·화학요법의 창시자이다. "화학요법 (chemotherapy)"이라는 용어와 "마법의 탄환 (magic bullet)"이라는 개념을 처음으로 사용하였다. 1909년에 성병인 매독(梅毒 Syphilis) 치료제인 '살바른산 606'을 개발하였다. 1908년에는 노벨 생리의학상을 받았다.

## 생애
프로이센 왕국 슐레지엔의 슈토레렌(현재의 폴란드 돌니실롱스크주)의 유태계 독일인 가정에서 출생했다. 브로츠와프, 스트라스부르, 프라이부르크, 라이프치히의 각 대학에서 의학을 공부했다. 청년 시대부터 색소에 의한 조직 염색에 대한 연구를 추진하고, 가열 염색 결핵균 표본이 기연(機緣)이 되어서 코흐의 연구소에 초빙되어 면역학(免疫學) 연구에 종사했다. 뒤에 베링의 청에 응하여 항독소 혈청 제조 기술의 개량에 성공, 베를린 교외 스테그리츠 국립 혈청검정 겸 혈청연구소 소장이 되었으며, 이어서 이 연구소의 규모를 확대하여 이전(移轉)한 프랑크푸르트의 실험치료법연구소 소장이 되었다. 그동안 혈청 검정법·면역 단위를 확립하여 오늘날 각국에서의 검정법의 규범을 만들었다. 또 면역 반응의 이론으로서 측쇄설(側鎖說)을 제창했다. 이와 같은 면역학에 대한 업적으로, 1908년 엘리 메치니코프와 함께 노벨 생리학·의학상을 받았다. 1906년, 스파이엘 부인의 기증에 의하여 연구소를 설립하고, 여기서 색소요법으로부터 화학요법에로 연구를 추진하고, 1910년 606호(살바르산)을 창제하여 화학요법의 길을 개척했다.

## 실적
그는 혈액학·면역·화학 요법의 기초를 마련 독창적인 연구자이며, 세균학 및 의료 화학 방면으로 수많은 새로운 기법을 고안했다. 150여 편의 논문은 다방면에 걸친다. 처음에는 혈액 얼룩에 착안하여 아닐린 염료에 의한 생체 염색으로 연구를 발전시켜 "혈액 뇌 장벽"의 존재에 주목했다. 이어 면역학 연구로 옮겨 항원 항체의 특이성과 양적 관계를 밝혔고, 유명한 측쇄설을 세웠다.

### 측쇄설
측쇄설이란 각 세포가 특정한 독성물질을 흡수하거나 동화하는 측쇄 혹은 수용기를 가지고 있다는 가설이다. 독성을 가진 분자는 세포의 측쇄와 결합해야 세포에 작용할 수 있다. 독성에 감염된 유기체는 많은 측쇄를 만들어내는데, 이 측쇄로 인해 새로운 감염을 막아낼 수 있는 면역이 생긴다. 에를리히는 토끼 실험을 통해 독성을 조금씩 늘리는 방법을 사용하여 치사량의 5000배가 되는 농도에서 살아남았다는 것을 증명했다. 이 이론은 혈청의 효과와 항원의 정량적인 형태를 설명해냈다.

### 매독연구
파울 에를리히는 상당한 자금이 있었고, 그가 주관하는 연구소가 있었다. 그의 동료인 사하치로 하타는 매독을 물리치는데 많은 기여를 했다.

## 주요 저서
- Die Wertbemessung des Diphtherieheilserum and deren theoretischen Grundlagen (1897년 A. Lazarus와 공동)
- Gesaramelte Arbeiten zur Immunitätsforschung (1904년)
- Über die Beziehungen zwischen Toxin und Antitoxin und die Wege zn ihrer Erforschung (1905년)
- Die experimentelle Chemotherapie der Spirillosen (1910년)
- Abhandlungen über Salvarsan (4 권 1911 - 14년)